# Ochromolopis staintonellus
Ochromolopis staintonellus is een vlinder uit de familie borstelmotten (Epermeniidae). De wetenschappelijke naam is voor het eerst geldig gepubliceerd in 1869 door Millière.
De soort komt voor in Europa.